# Barbara Ferries
Barbara Hale Ferries (Houghton, 5 settembre 1944) è un'ex sciatrice alpina statunitense.

## Biografia
Sciatrice polivalente sorella di Chuck, a sua volta sciatore alpino, Barbara Ferries nel 1960 vinse il titolo nazionale juniores nella discesa libera e nella combinata; l'anno successivo entrò nella nazionale statunitense e vinse la discesa libera e lo slalom gigante della Roch Cup (Aspen, 24-26 febbraio) e la discesa libera, lo slalom speciale e la combinata della Harriman Cup (Sun Valley, 24-26 marzo).
Nel 1962 si classificò 2ª nello slalom speciale e nella combinata del Grand Prix Feminine (Saint-Gervais-les-Bains, 1-3 febbraio) e ai successivi Mondiali di Chamonix 1962 (10-18 febbraio), suo esordio iridato, conquistò la medaglia di bronzo nella discesa libera e si piazzò 5ª nello slalom gigante, 18ª nello slalom speciale e 8ª nella combinata; nel 1963 fu 3ª nello slalom speciale e nella combinata delle Vail Trophy Races (Vail, 9-10 febbraio) e l'anno dopo ai IX Giochi olimpici invernali di Innsbruck 1964 (29 gennaio-9 febbraio), sua unica presenza olimpica nonché congedo agonistico, si classificò 20ª nello slalom gigante e non completò lo slalom speciale.

## Palmarès

### Mondiali
- 1 medaglia:
  - 1 bronzo (discesa libera a Chamonix 1962)

### Classiche
Harriman Cup
- 3 vittorie (discesa libera, slalom speciale, combinata a Sun Valley 1961)

Roch Cup
- 2 vittorie (discesa libera, slalom gigante ad Aspen 1961)

### Campionati statunitensi juniores
- 2 ori (discesa libera, combinata nel 1960)[1]

## Riconoscimenti
- U.S. National Ski Hall of Fame (1978)[1]